# Гришелёва, Лидия Диомидовна
Лидия Диомидовна Гришелёва (28 марта 1926, Кривой Рог — 11 июля 1993, Москва) — советский филолог-востоковед, японист, доктор исторических наук (1990), научный сотрудник Института востоковедения РАН.

## Биография
Родилась 28 марта 1926 года в городе Кривой Рог (ныне в Днепропетровской области).
В 1950 году окончила Институт внешней торговли Министерства внешней торговли СССР (ныне МГИМО).
В 1953 году защитила кандидатскую диссертацию на тему «Борьба японского народа за демократическую национальную культуру в условиях американской оккупации».
В 1955—1983 годах — научный сотрудник, в 1983—1993 годах — старший научный сотрудник Института востоковедения РАН.
В 1990 году защитила докторскую диссертацию по монографии «Формирование японской национальной культуры (конец XVI — начало XX вв.)» (1986).
Умерла 11 июля 1993 года в Москве. Похоронена на Ваганьковском кладбище.

## Научная деятельность
Основная область научных интересов — культура Японии нового и новейшего времени.
В работе «Театр современной Японии» (1977) автор рассказывает о формировании основных театральных жанров (кабуки, но, кёген, бунраку), их современном состоянии и месте в культурной жизни страны, о наиболее известных труппах и актёрах. Уделяется внимание и постановкам европейских пьес японскими режиссёрами в XX веке («Трамвай «Желание»» (Теннесси Уильямс), «Гамлет» (Уильяма Шекспир) режиссёра Цунэари Фукуды, «Оглянись во гневе» Джона Осборна, пьесы Самюэля Беккета и Эжена Ионеско в постановке труппы сингэки «Бунгакудза», «Чайка» Антона Чехова в театре «Мингэй»).
В монографии «Культура послевоенной Японии» (1981), написанной в соавторстве с Ниной Чегодарь, рассматриваются основные тенденции культурного процесса Японии 1950—1970-х годов, выделяются этапы его развития.
Проблема синтеза старых традиционных форм культуры и приспособление их к новым общественным реалиям ставится в работе «Формирование японской национальной культуры. Конец XVI — начало XX века» (1986). Автор даёт широкую панораму культурной жизни страны, характеризуя общественно-политическую мысль, религию, просвещение, книгопечатание, зрелищные искусства и музыку, изобразительное и декоративно-прикладное искусство, архитектуру, бытовую культуру (чайную церемонию, икэбана). Процесс формирования делится автором на три этапа: культура Японии в период образования централизованного государства (вторая половина XVI — первая треть XVII века), культурные процессы в период изоляции Японии (1740-е — 1850-е годы) и культура в период становления буржуазной нации (вторая половина XIX в.), то есть реформ Мэйдзи.
Монография «Японская культура Нового времени. Эпоха Мэйдзи» (1998), дописанная Ниной Чегодарь и изданная уже после смерти Гришелёвой, концентрируется на переходном для японской культуре периоде — эпохе Мэйдзи, когда в результате реформ японское общество отошло от традиционных форм культуры, порвав с изоляцией от остального мира, европеизировалось. Характеризуются изменения в общественной мысли, религии, просвещении, литературе, зрелищных искусствах, музыке, изобразительном искусстве, архитектуре. По мнению авторов, эпоха Мэйдзи заложила основы современной японской культуры, базирующейся на синтезе западного и восточного начал.

### Научные труды
- Демократическое движение в области литературы и искусства Японии после Второй Мировой войны // Учёные записки Института востоковедения РАН. — 1956. — Т. 15. — С. 305—324.
- «Дзэнсинда» // Театр и драматургия Японии. — М., 1965. — С. 123—162.
- Театр современной Японии. — М.: Искусство, 1977. — 238 с.
- Борьба идей на японской театральной сцене // Япония. 1977. — М., 1978. — С. 214—223.
- Культура послевоенной Японии. — М.: Наука, 1981. — 215 с. (совм. с Н. И. Чегодарь).
- Формирование японской национальной культуры. Конец XVI — начало XX века. — М.: Наука, 1986. — 286 с.
- Детский сад в Японии / пер. Л. Д. Гришелевой. — М.: Прогресс, 1987.
- Сто лет русской культуры в Японии. — М., 1989. — 350 с. (совм. с др.).
- Эволюция концепции японского национализма и традиционная культура // «Дух Ямато» в прошлом и настоящем. — М., 1989. — С. 118—138.
- Японская культура Нового времени. Эпоха Мэйдзи. — М.: Восточная литература, 1998. — 237 с. (совм. с Н. И. Чегодарь)[1].